# تشيت غريمزلي
تشيت غريمزلي (بالإنجليزية: Chet Grimsley)‏ هو لاعب كرة قدم أمريكية أمريكي، ولد في 14 يوليو 1956.